# Алексієвський (Глазовський район)
Алексі́євський (рос. Алексеевский) — виселок в Глазовському районі Удмуртії, Росія.

## Населення
Населення — 19 осіб (2010; 22 в 2002).
Національний склад станом на 2002 рік:
- удмурти — 67 %
- росіяни — 27 %

## Урбаноніми[3]
- вулиці — Бельги, Дачна, Джерельна, Квіткова, Лісова, Польова, Семенівська, Соснова, Центральна